# Lagan Ulu
Lagan Ulu is een bestuurslaag in het regentschap Tanjung Jabung Timur van de provincie Jambi, Indonesië. Lagan Ulu telt 2092 inwoners (volkstelling 2010).